# 成王 (楚)

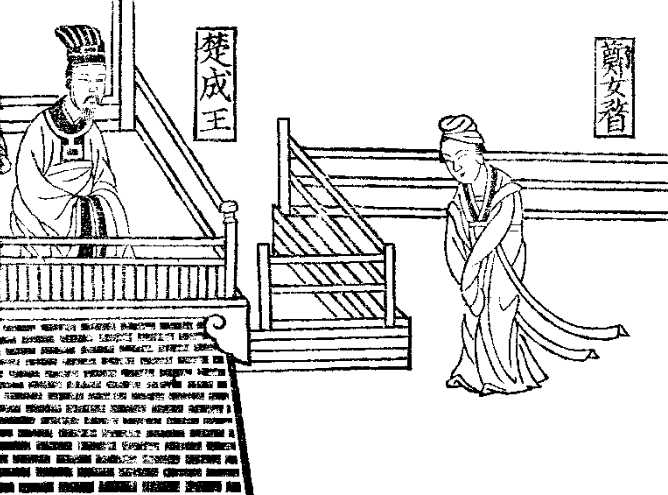
成王 (楚)

成王（せいおう）は、春秋時代の楚の王。姓は羋、氏は熊。諱は惲、または頵。

## 生涯

### 即位
文王と息嬀のあいだの子として生まれた。荘敖5年（紀元前672年）、熊惲は兄の堵敖（荘敖）に殺害されそうになり、随に亡命した。熊惲は随の国人の助けを借りて、堵敖を襲撃して殺害し、楚王として即位した。これが成王である。
徳をしき、恵みを施し、諸侯と旧交を結び、人をつかわして周王に朝貢した。それにより周王から「南方を鎮定せよ」という言葉を賜り、それ以降積極的に周辺諸国を併呑して千里を拓いた。
楚が急速に力をつけるのを危ぶんだ斉の宰相管仲は桓公に進言してこれを討つことにした。さすがの成王も覇者・桓公の軍には敵わず、和睦して斉の主宰する会盟に加わった。

### 泓水の戦い
桓公が死ぬと宋の襄公が会盟を主宰しようとして成王を招いたが、成王は「小国の宋がわたしを招くとは無礼だ」と言って将軍の子玉を派遣して会盟の席で襄公を大いに辱しめさせた。子玉はこのときの功によって後に令尹になった。
その後、宋は雪辱のために楚に戦いを挑み、両軍は泓水で激突したが（泓水の戦い）、襄公が楚軍が河を渡りきるまで攻撃を仕掛けなかったので宋軍は散々に打ち破られた。（宋襄の仁の故事）
その後、楚に放浪中の晋の公子重耳（のちの文公）がやってくると、その大器を一目で見抜き、自分と対等の諸侯の礼を持ってもてなすよう家臣に命じて饗応した。
饗宴の席で成王は重耳に「もし貴方が国に戻って後を継ぐことになったら何をしてくれますか」と尋ねると、重耳は「大王はあらゆるものをお持ちで、何をお礼にすることが出来ましょうか」と言ったが成王が「それでもたってお聞きしたい」と言うと「もしもわたしが晋に帰ることが出来て、その後に晋楚両軍が中原で出会いましたら、我が軍に三舎（1舎は一日分の行軍の距離）を退かせましょう。それでもお許し頂けなければ一戦いたしましょう」と応えた。子玉はこれを聞いて顔色を変え「晋の公子は無礼です。殺しましょう」と言ったが、成王は「ならぬ。公子は礼を守り、賢臣に囲まれているのは天が公子をたすけているからだ。天は晋を興そうとしている。だれがそれを止められよう。天意に従わなければ禍は免れられない」と応えた。なおも子玉が「それでは狐偃を人質となされませ」と言うと、「それでは礼に背くことになる」と言った。
晋で恵公が没して懐公が即位すると、成王は重耳に手厚い贈物をして晋に帰らせるために秦に送った。
また、斉の桓公の7人の公子たちが楚に亡命してくると、全員を上大夫とした。

### 城濮の戦い
その後、成王が宋を攻めると、晋の文公が援軍を発したので成王はこれと戦うことを避けて帰国しようとしたが、令尹の子玉は戦うことを望んだ。成王は「重耳は長い間亡命して国外にいたが天意によって帰国したのだ。天意には逆らえない」と言ったが子玉は「強いて手柄を欲するわけではありませんが、わたしは悪口を言った口を塞いでやりたい（かつて子玉を『300乗以上の軍を率いられる器ではない』と評した蔿賈を見返したい）のです」と言って執拗に戦いを望んだので、成王は怒って子玉に少数の兵を残して帰った。結局、楚軍は城濮で晋軍と戦い敗れ（城濮の戦い）、敗軍の責を負って子玉は自殺した。

### 最期
その後、成王は年長の子である暴虐な公子商臣を廃して、商臣の異母弟である庶子の公子職を立てようとしたが、逆に公子商臣の兵に取り囲まれて、自ら縊死させられた。成王は死ぬ前にわが子に熊掌を食べたいと願ったが聞き入れられなかったという。商臣は穆王となり、縊死した成王に霊と諡すると成王の遺体の目が閉じなかったので、成と諡すると閉じたという。

## 子女
- 穆王
- 公子職